# One Oxford Centre
Le One Oxford Centre est un gratte-ciel situé au 300 Grant Street à Pittsburgh, aux États-Unis.
Le bâtiment est le cinquième plus haut gratte-ciel de la ville. Achevé en 1983, il mesure 187 mètres de haut et possède 140 000 m2 de surface de bureau. 
Depuis 2006, un évènement annuel visant à recueillir des fonds destinés aux insuffisants respiratoires chroniques consiste à gravir les 897 marches de l'édifice.